# Sacy-le-Grand
Sacy-le-Grand és un municipi francès, situat al departament de l'Oise i a la regió dels Alts de França. L'any 2007 tenia 1.355 habitants.

## Demografia

### Població
El 2007 la població de fet de Sacy-le-Grand era de 1.355 persones. Hi havia 506 famílies de les quals 96 eren unipersonals (48 homes vivint sols i 48 dones vivint soles), 163 parelles sense fills, 207 parelles amb fills i 40 famílies monoparentals amb fills.
La població ha evolucionat segons el següent gràfic:
Habitants censats

### Habitatges
El 2007 hi havia 554 habitatges, 518 eren l'habitatge principal de la família, 21 eren segones residències i 15 estaven desocupats. 528 eren cases i 22 eren apartaments. Dels 518 habitatges principals, 450 estaven ocupats pels seus propietaris, 59 estaven llogats i ocupats pels llogaters i 9 estaven cedits a títol gratuït; 4 tenien una cambra, 13 en tenien dues, 68 en tenien tres, 139 en tenien quatre i 294 en tenien cinc o més. 424 habitatges disposaven pel capbaix d'una plaça de pàrquing. A 181 habitatges hi havia un automòbil i a 287 n'hi havia dos o més.

### Piràmide de població
La piràmide de població per edats i sexe el 2009 era:
| Homes | Edats   | Dones |
| ----- | ------- | ----- |
| 0     | 95 o +  | 0     |
| 4     | 90 a 94 | 0     |
| 8     | 85 a 89 | 16    |
| 0     | 80 a 84 | 20    |
| 28    | 75 a 79 | 24    |
| 20    | 70 a 74 | 8     |
| 24    | 65 a 69 | 32    |
| 32    | 60 a 64 | 48    |
| 28    | 55 a 59 | 32    |
| 52    | 50 a 54 | 32    |
| 48    | 45 a 49 | 48    |
| 68    | 40 a 44 | 56    |
| 60    | 35 a 39 | 48    |
| 56    | 30 a 34 | 64    |
| 24    | 25 a 29 | 40    |
| 16    | 20 a 24 | 8     |
| 44    | 15 a 19 | 60    |
| 64    | 10 a 14 | 32    |
| 44    | 5 a 9   | 32    |
| 36    | 0 a 4   | 32    |

## Economia
El 2007 la població en edat de treballar era de 900 persones, 659 eren actives i 241 eren inactives. De les 659 persones actives 606 estaven ocupades (342 homes i 264 dones) i 54 estaven aturades (32 homes i 22 dones). De les 241 persones inactives 93 estaven jubilades, 80 estaven estudiant i 68 estaven classificades com a «altres inactius».

### Ingressos
El 2009 a Sacy-le-Grand hi havia 514 unitats fiscals que integraven 1.328 persones, la mediana anual d'ingressos fiscals per persona era de 22.255 €.

### Activitats econòmiques
Dels 36 establiments que hi havia el 2007, 2 eren d'empreses alimentàries, 5 d'empreses de construcció, 8 d'empreses de comerç i reparació d'automòbils, 1 d'una empresa de transport, 2 d'empreses d'hostatgeria i restauració, 1 d'una empresa financera, 1 d'una empresa immobiliària, 5 d'empreses de serveis, 7 d'entitats de l'administració pública i 4 d'empreses classificades com a «altres activitats de serveis».
Dels 12 establiments de servei als particulars que hi havia el 2009, 1 era una oficina de correu, 1 paleta, 1 lampisteria, 1 electricista, 2 empreses de construcció, 3 perruqueries, 1 restaurant, 1 agència immobiliària i 1 saló de bellesa.
Dels 3 establiments comercials que hi havia el 2009, 1 era una botiga de menys de 120 m², 1 una fleca i 1 una joieria.
L'any 2000 a Sacy-le-Grand hi havia 13 explotacions agrícoles que ocupaven un total de 749 hectàrees.

## Equipaments sanitaris i escolars
L'únic equipament sanitari que hi havia el 2009 era una farmàcia.
El 2009 hi havia una escola elemental.

## Poblacions més properes
El següent diagrama mostra les poblacions més properes.